# Kecamatan Cipatat
Kecamatan Cipatat är ett distrikt i Indonesien.   Det ligger i provinsen Jawa Barat, i den västra delen av landet, 90 km sydost om huvudstaden Jakarta.